# Transkrypcja (językoznawstwo)
Transkrypcja, w skrócie trb. (od słowa transkrybowanie – dokonywanie transkrypcji) – system zapisu głosek (mowy) danego języka za pomocą symboli graficznych, czyli pisownia fonetyczna lub system fonetycznej konwersji innego pisma.
Może służyć do zapisu wyrazów jednego języka w formie pozwalającej łatwo odtworzyć brzmienie osobie go nieznającej – głoski jednego języka oddaje się wtedy znakami pisma innego języka, przy czym danej głosce nie zawsze musi odpowiadać tylko jeden znak, a niektóre znaki mogą być używane na oznaczanie kilku różnych głosek w języku wyjściowym. Transkrypcja taka zorientowana jest na odbiorcę posługującego się jednym, określonym językiem. Szczególnym przypadkiem jest transkrypcja mogąca służyć odbiorcom posługującym się różnymi językami, najczęściej dokonywana za pomocą znaków międzynarodowego alfabetu fonetycznego – jest to tak zwana transkrypcja fonetyczna.
Transkrypcja w odróżnieniu od transliteracji nie oddaje danego znaku jednego alfabetu zawsze tym samym znakiem drugiego alfabetu, jest bowiem sposobem oddawania głosek, a nie liter. Z tego też względu np. występujący w cyrylicy znak „Л” oddawany jest według zasad polskiej transkrypcji za pomocą znaku „Ł” lub „L” w zależności od tego, jaką głoskę „Л” reprezentuje w języku oryginału. W ustalonej transliteracji na alfabet łaciński znak „Л” oddaje się natomiast zawsze za pomocą litery „L”, niezależnie od wymowy. Transkrypcja ma więc za zadanie oddanie brzmienia języka oryginału, zaś transliteracja – oryginalnej pisowni za pomocą znaków innego systemu pisma.